# تقي الدين الجعفري
أبو البقاء تقي الدين الجعفري (581 هـ – 688 هـ) عالم مسلم سكن منطقة الجعافرة في إسنا بمصر وكان قاضي قوص وعاش في ظل الدولة الأيوبية والدولة المملوكية.

## اسمه ونسبه
هو صالح بن الحسين بن طلحة بن الحسين بن محمد بن الحسين الهاشمي الجعفري الزينبي.

## شيوخه وتلاميذه
سمع من الشيخ المسند أبي الحسن علي بن البناء المتوفي سنة 622.
حدث عنه أبو محمد الدمياطي المتوفى 705.

## كتبه
لم يعرف عنه إلا تأليف ثلاثة كتب:
1. تخجيل من حرف التوراة والإنجيل.[1]
2. البيان الواضح المشهود من فضائح النصارى واليهود
3. الرد على النصارى

حقق الأول محمود قدح في السعودية وحقق د محمد حسانين كتاب الرد على النصارى الذي قال عنه:
والحق أن المؤلف لم يترك عقيدة من عقائد النصارى الأساسية إلا وجه إليها من النقد ما يدل على خبرته، وعلى مدى استفادته من كل ما ذكره من مراجع، إلى الحد الذي يمكن معه القول دون خوف الوقوع في محذور المبالغة بأن الذين تناولوا هذا الموضوع ممن جاء بعده من المجادلين المسلمين لم يضيفوا جديدا إلى ما جمعه في مؤلفه.
عندما أراد فقيه المالكية أحمد بن إدريس القرافي الكتابة في نفس الموضوع لم يقم إلا باختصار كتب الجعفري فألف الأجوبة الفاخرة عن الأسئلة الفاجرة وأدلة الوحدانية في الرد على النصرانية وأهدى الثاني إلى السلطان الكامل. بلغ من اشتهار ونجاح كتابه تخجيل من حرف الإنجيل أنه كتب عنه في البيان الواضح:
هو كتاب وضعته في أيام الشباب والنشاط وجودة القريحة والانبساط فأكب على نقله علماء أهل الفسطاط واغتبطوا به غاية الاغتباط.... فجاء الكتاب ندرة في فنه غاية في بابه لا يسمع به أمير أو مأمور إلا حصله واقتناه، وبلغ من مناظرة أهل الكتاب مناه.

### سبب تأليف كتاب البيان الواضح
كلف الملك الكامل تقي الدين الجعفري بتأليف الكتاب حسبما ذكر فيه:
كان طاغية الروم الإمبراطور قد أرسل إلى إلى السلطان الكامل في سنة ثمان عشرة وستمائة عدة مسائل يطلب من المسلمين الجواب عنها... فأشار من أمره واجب وطاعته ضرب لازب أن أصنع مسائل تتعلق بدينهم الباطل... وكشف أسرارهم... وأوضح اضطراب مذهبهم.

## عنه
ذكره الذهبي في تاريخ الإسلام وسير أعلام النبلاء وذكره اليونيني والصفدي وابن تغري بردي في النجوم الزاهرة وابن العماد الحنبلي في شذرات الذهب. اختصر كتاب التخجيل أبو الفضل السعودي المالكي في القرن العاشر باسم المنتخب الجليل من تخجيل من حرف الإنجيل ونشرته دار الحديث في القاهرة